# Arksignatur
En arksignatur er en angivelse af et trykarks nummer, når man trykker flere sider på et plano ark, et endnu ikke falset eller foldet ark. Der trykkes et nummer og meget ofte bogens titel ude ved kanten på den første side af hvert ark, der trykkes, den såkaldte primasignatur. På bagsiden af samme ark trykkes det samme nummer (det bliver på arkets 3. bogside) efterfulgt af en *, men uden bogens titel, den såkaldte sekundasignatur. Arksignaturen gør det nemmere at undgå fejl ved bogens videre behandling og hæftning.
Som regel sættes arksignaturen med arabertal i bogens skrift, men i en mindre grad (størrelse). Arksignaturen på forord og lignende, der sættes efter resten af bogen, kan dog være med romertal eller bogstaver.